# Cresponea chloroconia
Cresponea chloroconia är en lavart som först beskrevs av Edward Tuckerman, och fick sitt nu gällande namn av Egea & Torrente. Cresponea chloroconia ingår i släktet Cresponea och familjen Roccellaceae.   Inga underarter finns listade i Catalogue of Life.